# Abura
Abura je dřevo tropického stromu Mitragyna ciliata a Mitragyna stipulosa. Je měkké, světle hnědé až načervenalé, původem ze západní Afriky. Rychle vysychá a je snadno opracovatelné, snadno však podléhá hnilobě. Používá se zejména ve stavebnictví a nábytkářství, zejména na výrobu podlah a dveří.